# Forex
Forex, FX (ang. Foreign Exchange) – pozagiełdowy rynek walutowy w ramach którego banki, wielkie korporacje międzynarodowe, rządy, banki centralne oraz inwestorzy instytucjonalni z całego świata przeprowadzają operacje wymiany walut 24 godziny na dobę przy wykorzystaniu sieci telefonicznych, łączy informatycznych oraz systemów informacyjnych (np. Agencja Reutera).
Forex jest największym rynkiem na świecie. Szacowane dzienne obroty w styczniu 2020 wynosiły około 6,6 bilionów dolarów amerykańskich. W 2019 roku najczęściej wymienianymi walutami według kolejności były: dolar amerykański (44%), euro (16%), jen (8,5%) oraz funt szterling (6,5%).
Rynek ten otwarty jest 24 godziny na dobę, poza weekendami, tj. od otwarcia giełdy w Sydney w poniedziałek o godz. 8 (GMT+10) do zamknięcia handlu w Nowym Jorku w piątek o godz. 17 (GMT-5).
Zaletą tego rynku jest jego ogromna płynność powodująca, że sprzedaż lub kupno dowolnej ilości waluty w każdym momencie nie stanowi problemu, poza przypadkami zleceń zbyt małych lub specyficznych, w zależności od brokera obsługującego daną transakcję. Traderzy na rynku forex wykorzystują zmienność do spekulacji, dzięki czemu mogą odnosić zyski niezależnie od tego czy kurs rośnie, czy też spada. 
Jeszcze niedawno jedyną dostępną dla polskiego inwestora opcją był rachunek u brokera, który jednocześnie był zawsze drugą stroną transakcji, czyli działał w tzw. modelu Market Maker (MM). Układ, w którym strata klienta stawała się zyskiem brokera i vice versa, zawiera w sobie immanentny konflikt interesów, którego rozwiązaniem było wprowadzenie modelu ECN (z ang. Electronic Communication Network), w którym broker stawał się tylko pośrednikiem. Podczas gdy w modelu MM broker zawiera transakcję i jest jej stroną, w modelu ECN broker przekazuje zlecenie klienta do wykonania w tzw. ECN, który z kolei jest technologiczną platformą łączącą dostawców płynności (największe globalne banki) oraz jej odbiorców (np. brokerów przekazujących zlecenia swoich klientów). 
Podczas gdy w modelu Market Maker klient zdany jest na ceny pokazywane przez dealing desk brokera, w przypadku modelu ECN zlecenie klienta kojarzone jest z najlepszym dostępnym zleceniem kupna/sprzedaży wystawianym przez wielu dostawców płynności (z reguły jest to kilkanaście największych globalnych banków, takich jak Deutsche Bank, UBS, Morgan Stanley, JP Morgan czy Goldman Sachs).
Klient nie jest więc zdany na jednego dostawcę, lecz uzyskuje dostęp do konkurujących o jego zlecenie ofert największych graczy na rynku Forex. Każdy z tych banków, chcąc zwiększyć swoje obroty, zmuszony jest kwotować bardzo agresywnie, co prowadzi do powstania bardzo wąskich spreadów, co jest niezwykle korzystne dla klienta. Przykładowo, jeśli bank A kwotuje USDPLN na 3,2050/70, bank B na 3,2045/65, zaś bank C na 3,2060/80, to klient ma do dyspozycji najlepszą cenę kupna 3,2060 (bank C) i najlepszą cenę sprzedaży 3,2065 (bank B), czyli wypadkowa cena klienta jest bardzo wąska i wynosi 3,2060/65.
Kojarzenie ofert odbywa się w czasie niezwykle szybkim, przeważnie jest to mniej niż 50 ms (1/20 sekundy).
Ze względu na pełną automatyzację tego procesu nie ma tutaj miejsca na jakiekolwiek działanie człowieka, co może się zdarzyć w przypadku modelu Market Maker, szczególnie przy większych zleceniach, lub w okresie większej zmienności. Tak więc w modelu ECN klient uzyskuje zawsze gwarancję najlepszej możliwej ceny w danym momencie. Nie musi także obawiać się tzw. rekwotowań, gdzie klient, chcąc zawrzeć transakcję, otrzymywać może od brokera nowe ceny, szczególnie w przypadku gdy kurs „ucieka”, np. kiedy chcemy szybko kupić na rosnącym rynku. Rekwotowania w modelu ECN nie występują, ponieważ w przypadku zleceń typu market transakcje zawierane są zawsze po najlepszej dostępnej cenie. Model ECN określany jest czasami jako NDD (No Dealing Desk), czyli model, w którym rola człowieka jako dealera kwotującego ceny poszczególnym klientom została całkowicie wyeliminowana.
Dodatkową cechą tego rynku jest możliwość wykorzystania dźwigni finansowej (inaczej lewara). Dzięki dźwigni uczestnik rynku może zarządzać znacznie większym kapitałem, niż posiada na rachunku. Maksymalna dźwignia finansowa na główne pary walutowe dostępna w Europie wynosi obecnie 30:1, jednak brokerzy spoza Europy oferują dźwignie zdecydowanie większę - nawet 500:1. Oznacza to, że posiadając na rachunku inwestycyjnym kapitał wielkości 1000 zł - dana osoba ma de facto możliwość dysponowania środkami 30 razy większymi. W tym przypadku będzie to 30 000 zł. Należy jednak pamiętać, że dźwignia finansowa jest mieczem obosiecznym - zdecydowanie łatwiej jest otworzyć większą transakcję, jednak podczas ruchów cenowych skierowanych w przeciwną stronę - bardzo szybko pozycja może zostać zamknięta, księgując stratę.
Przeciętny inwestor indywidualny, według badań amerykańskiej Commodity Futures Trading Commission, traci na Foreksie średnio 15000 dolarów, po czym rezygnuje. Według danych polskich biur maklerskich 78,9% inwestorów na rynku Forex poniosło w 2018 roku stratę, a początkujący inwestor traci cały zainwestowany kapitał po okresie od dwóch miesięcy do pół roku. Jest to najczęściej spowodowane przyjęciem nieprawidłowej metody zarządzania portfelem inwestycyjnym, zwłaszcza zaś podejmowanie jednostkowego ryzyka finansowego przy zaangażowaniu zbyt wysokiej części dostępnego kapitału.